# Ma'an, Siria
Ma'an (în arabă معان, ortografiat și Maan) este un sat din Siria, parte administrativă a Guvernoratului Hama, situat la nord de Hama. Localitățile din apropiere includ Suran la sud-vest, Murik la nord-vest, al-Tamaanah la nord, Atshan la nord-est,  Tuleisa la est, Fan al-Shamali la sud-est și  Kawkab la sud. Potrivit  Biroul Central de Statistică al Siriei, Ma'an avea o populație de 1.561 de locuitori la recensământul din 2004. Locuitorii săi sunt predominant alawiți.
La sfârșitul lunii decembrie 2012, în timpul războiului civil sirian, luptătorii rebeli islamiști de pe Frontul al-Nusra au preluat o mare parte a satului ca parte a unei ofensive largă în Guvernoratul Hama. În timpul bătăliei, 11 rebeli și 20 de soldați din armata siriană au fost uciși. A fost locul masacrului de la Maan din 2014. Pe 13 octombrie 2016 orașul a fost eliberat de armata arabă siriană.